# 영거 드라이아스

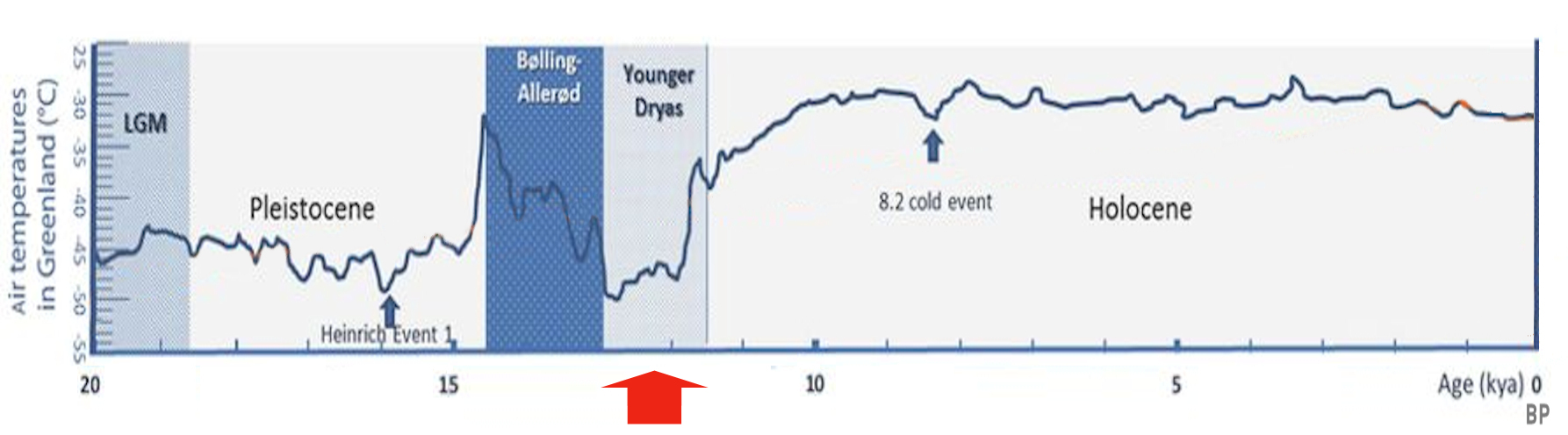

영거 드라이아스(Younger Dryas)는 최종 빙기 극대기(Last Glacial Maximum)가 끝나고 온난화가 진행된 마지막 아빙기(Late Glacial Interstadial) 이후에 일시적으로 다시 빙하기 상태가 돌아온 시기를 가리킨다. 현재로부터 약 12,900년에서 11,700년 전(BP)에 해당한다. 고산 기후와 툰드라 기후에서 자라는 야생꽃인 담자리꽃나무(Dryas octopetala)의 흔적이 스칸디나비아 등지에 남아있는 것이 이 시대를 잘 보여주므로 이러한 이름이 붙여졌다.
이 시기 북반구 대부분 지역에 걸친 빠른 기온 저하의 흔적들이 지질학적 연구에 의해 발견되며, 이 기후 변화는 오늘날 지구과학의 시대분류에 따르면 플라이스토세와 홀로세 사이에 위치한다. 고고학적으로, 많은 지역에서 이 기후는 후기 구석기 시대의 최후반과 겹친다.

## 같이 보기
- 후기 구석기 시대
- 초기 인류의 확산
- 빙하기
- 소빙기